# Eryngium mexiae
Eryngium mexiae är en flockblommig växtart som beskrevs av Lincoln Constance. Eryngium mexiae ingår i släktet martornar, och familjen flockblommiga växter. Inga underarter finns listade i Catalogue of Life.